# Aràbia Saudita a la Copa del Món de futbol

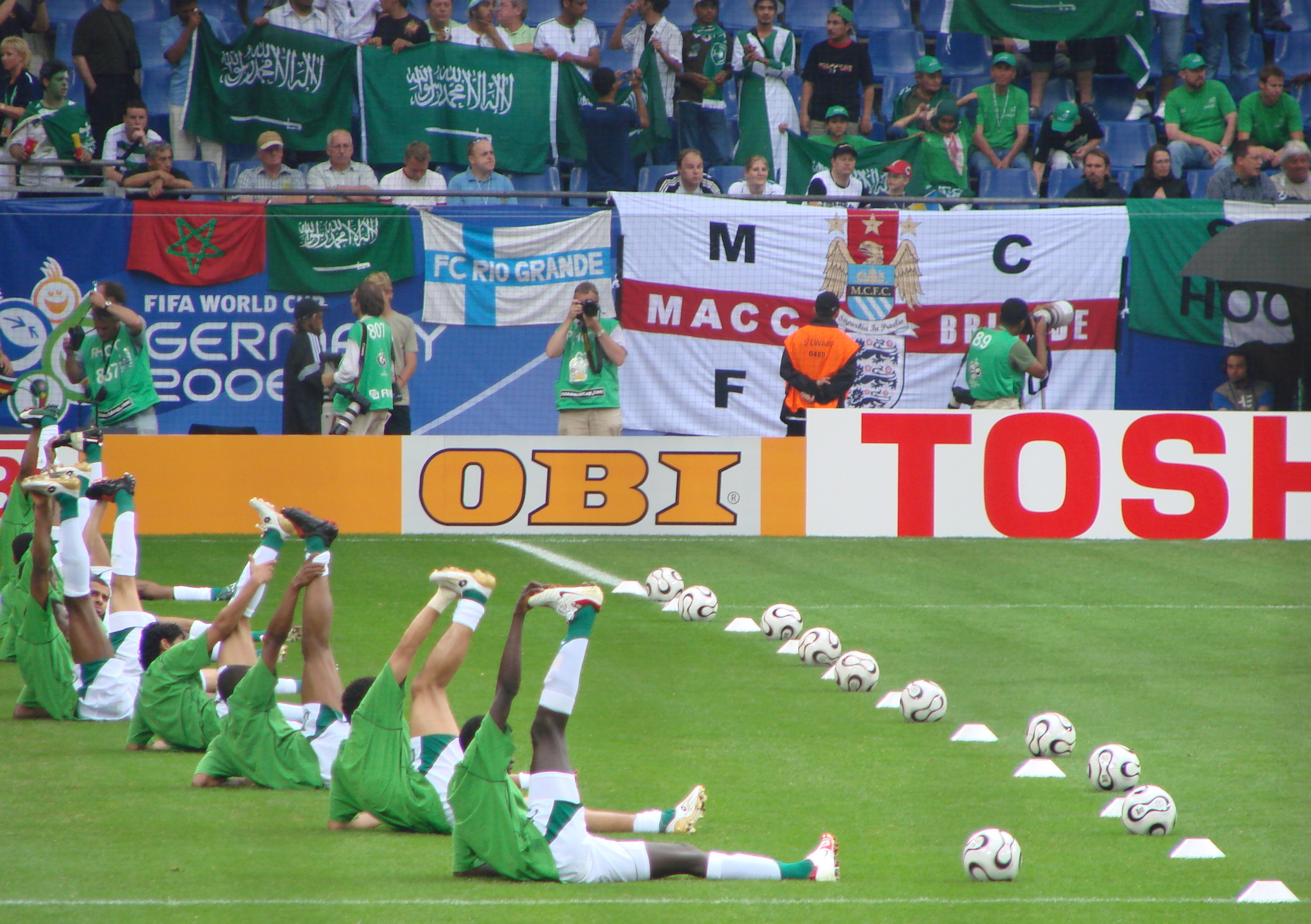
La selecció de l'Aràbia Saudita escalfa abans de jugar contra Ucraïna al Mundial del 2006

Aquest és el registre dels resultats de l'Aràbia Saudita a la Copa del Món. L'Aràbia Saudita no ha guanyat cap Copes del Món, ni n'ha estat mai finalista.

## Rússia 2018

### Fase de grups: Grup A
| Pos | Equip          | PJ | PG | PE | PP | GF | GC | DG | Pts | Classificació        |
| --- | -------------- | -- | -- | -- | -- | -- | -- | -- | --- | -------------------- |
| 1   | Uruguai        | 3  | 3  | 0  | 0  | 5  | 0  | +5 | 9   | Avança a segona fase |
| 2   | Rússia (H)     | 3  | 2  | 0  | 1  | 8  | 4  | +4 | 6   | Avança a segona fase |
| 3   | Aràbia Saudita | 3  | 1  | 0  | 2  | 2  | 7  | −5 | 3   |                      |
| 4   | Egipte         | 3  | 0  | 0  | 3  | 2  | 6  | −4 | 0   |                      |

| Rússia                                                          | 5–0     | Aràbia Saudita |
| --------------------------------------------------------------- | ------- | -------------- |
| Gazinski 12' · Txérixev 43', 90+1' · Dziuba 71' · Golovín 90+4' | Informe |                |

| Uruguai    | 1–0     | Aràbia Saudita |
| ---------- | ------- | -------------- |
| Suárez 23' | Informe |                |

| Aràbia Saudita                  | 2–1     | Egipte    |
| ------------------------------- | ------- | --------- |
| Salman 45+6' (p.) · Salem 90+5' | Informe | Salah 22' |